# Arnulf (bisbe de Roda)
Arnulf fou bisbe de Roda (1023-1067). A la mort del seu antecessor, el rei navarrès Sanç III va imposar Arnulf que va ser consagrat a Bordeus en comptes de fer-ho a Urgell o a Narbona. Des d'aquell moment el bisbe figurarà a l'entorn del rei navarrès, igual que la resta de diòcesi del seu regne, allunyant la diòcesi dels àmbits eclesiàstics catalans. Va celebrar una nova consagració de la catedral de Roda, el 15 de febrer de 1030.